# Dibutilftalato
Dibutilftalato (DBP) é um plastificante comumente usado. Também é usado como aditivo em adesivos e tintas de impressão. É solúvel em vários solventes orgânicos, e.g. álcool, éter e benzeno. DBP é também usado como um ectoparasiticida.

## Controle legislativo

### União europeia
O uso dessa substância em cosméticos, incluindo vernizes de unha, é banido na União Europeia sob a Directiva 76/768/EEC 1976.
O uso de DPB está restrito a brinquedos infantis desde 1999.

### Estados Unidos
DBP foi acrescentado à lista de suspeitos teratogênicos California Proposition 65 (1986) em novembro de 2006. Suspeita-se de ser um disruptor endócrino. Era usado em alguns vernizes de unha; todos os principais produtores começaram a eliminar esta substância de vernizes de unha no outono de 2006.
DBP foi banido permanentemente de brinquedos infantis com concentrações de 1 000 ppm ou superiores, sob a seção 108 do Consumer Product Safety Improvement Act de 2008 (CPSIA).

## Produção
DBP é produzido pela reação de n-butanol com anidrido ftálico. Foi produzido nos Estados Unidos pela Eastman Chemical Company, mas a empresa anunciou em maço de 2011 que irá encerrar a produção e retirar o DBP e o DEP do mercado em dezembro de 2011.

## Exposição
Baseado na amostra de urina de pessoas de diferentes idades, a Comissão Europeia Scientific Committee on Health and Environmental Risks (SCHER) concluiu que a exposição total a ftalatos individuais na população em geral está abaixo da ingestão diária tolerável (IDT), exceto no caso do DBP para o qual é necessário mais esforços para reduzir a exposição.

## Biodegradação
Fungos lignolíticos Polyporus brumalis degradam DBP.